# Coupe du monde de luge 2012-2013
Navigation
Édition précédente Édition suivante
La 36e édition de la Coupe du monde de luge se déroule entre le 24 novembre 2012 au 24 février 2013, entrecoupée par les championnats du monde les 1er et 2 février 2013 à Whistler.
Organisée par la Fédération internationale de luge de course, cette compétition débute fin novembre 2012 par des épreuves organisées à Igls en Autriche pour se terminer à Sotchi en Russie fin février 2013.

## Règlement
| Période / Place | 1   | 2  | 3  | 4  | 5  | 6  | 7  | 8  | 9  | 10 | 11 | 12 | 13 | 14 | 15 | 16 | 17 | 18 | 19 | 20 | 21 | 22 | 23 | 24 | 25 | 26 | 27 | 28 | 29 |
| --------------- | --- | -- | -- | -- | -- | -- | -- | -- | -- | -- | -- | -- | -- | -- | -- | -- | -- | -- | -- | -- | -- | -- | -- | -- | -- | -- | -- | -- | -- |
| 2013            | 100 | 85 | 70 | 60 | 55 | 50 | 46 | 42 | 39 | 36 | 34 | 32 | 30 | 28 | 26 | 25 | 24 | 23 | 22 | 21 | 20 | 19 | 18 | 17 | 16 | 15 | 14 | 13 | 12 |

## Classements généraux

### Hommes Individuel
| Pos. | Lugeur              | IGL | KON | ALT | SIG | KON | OBE | WIN | LAK | SOC | Points |
| ---- | ------------------- | --- | --- | --- | --- | --- | --- | --- | --- | --- | ------ |
| 1    | Felix Loch          | 1   | 2   | 1   | 3   | 4   | 1   | 2   | -   | 6   | 650    |
| 2    | Andi Langenhan      | 4   | 1   | 2   | 5   | 6   | 2   | 6   | 14  | 1   | 613    |
| 3    | David Möller        | 2   | 3   | 8   | 7   | 1   | 5   | 1   | 9   | 3   | 607    |
| 4    | Armin Zöggeler      | 9   | 5   | 4   | 2   | 7   | 11  | 3   | 1   | 4   | 549    |
| 5    | Albert Demchenko    | 8   | 4   | 5   | 1   | 2   | 6   | 9   | -   | 2   | 516    |
| 6    | Johannes Ludwig     | 3   | 8   | 3   | 4   | 9   | 3   | 5   | 13  | 7   | 482    |
| 7    | Dominik Fischnaller | 12  | 6   | 10  | 12  | 3   | -   | -   | 2   | 15  | 331    |
| 8    | David Mair          | 22  | 12  | 9   | 13  | 12  | 16  | 7   | 3   | 24  | 310    |
| 9    | Daniel Pfister      | 19  | 10  | 12  | 22  | 8   | 17  | 12  | 12  | 8   | 281    |
| 10   | Manuel Pfister      | 6   | 9   | -   | 6   | 14  | 13  | 11  | 17  | 18  | 278    |

### Femmes Individuel
| Pos. | Lugeuse              | IGL | KON | ALT | SIG | KON | OBE | WIN | LAK | SOC | Points |
| ---- | -------------------- | --- | --- | --- | --- | --- | --- | --- | --- | --- | ------ |
| 1    | Natalie Geisenberger | 2   | 1   | 1   | 2   | 1   | 1   | 1   | 1   | 2   | 855    |
| 2    | Anke Wischnewski     | 1   | 4   | 2   | 3   | 5   | 3   | 2   | 4   | 3   | 655    |
| 3    | Tatjana Hüfner       | 4   | 2   | 5   | 4   | -   | 2   | 3   | 7   | 1   | 561    |
| 4    | Alex Gough           | 3   | 3   | 4   | -   | 4   | 5   | 6   | 3   | 6   | 485    |
| 5    | Tatiana Ivanova      | 7   | 6   | 6   | 1   | 11  | 11  | 5   | -   | 4   | 429    |
| 6    | Julia Clukey         | 6   | 21  | 22  | 10  | 6   | 6   | 7   | 2   | 10  | 392    |
| 7    | Erin Hamlin          | 11  | 11  | 7   | 6   | 10  | 7   | 15  | 5   | 7   | 373    |
| 8    | Sandra Gasparini     | 15  | 7   | 9   | 8   | 14  | 9   | 8   | 10  | 13  | 328    |
| 9    | Nina Reithmayer      | 9   | 10  | 8   | 7   | 7   | 8   | 14  | 16  | 20  | 325    |
| 10   | Martina Kocher       | 16  | 14  | 14  | 11  | 8   | 12  | 18  | 11  | 16  | 268    |

### Hommes Doubles
| Pos. | Lugeurs                                             | IGL | KON | ALT | SIG | KON | OBE | WIN | LAK | SOC | Points |
| ---- | --------------------------------------------------- | --- | --- | --- | --- | --- | --- | --- | --- | --- | ------ |
| 1    | Allemagne Tobias Wendl Tobias Arlt                  | 1   | 1   | 1   | 1   | 1   | 2   | 8   | 1   | 1   | 827    |
| 2    | Allemagne Toni Eggert Sascha Benecken               | 2   | 2   | 3   | 8   | 2   | 1   | 2   | 7   | 13  | 628    |
| 3    | Autriche Peter Penz Georg Fischler                  | 3   | 4   | 2   | 2   | 3   | 3   | -   | 2   | 2   | 610    |
| 4    | Autriche Andreas Linger Wolfgang Linger             | 4   | 3   | 5   | 5   | 7   | 5   | 1   | 5   | 15  | 522    |
| 5    | Italie Christian Oberstolz Patrick Gruber           | 5   | 5   | 7   | 3   | 8   | 4   | 3   | 3   | 6   | 518    |
| 6    | Lettonie Andris Sics Juris Sics                     | 9   | 18  | 9   | 4   | 4   | 11  | 5   | 11  | 3   | 414    |
| 7    | Italie Ludwig Rieder Patrick Rastner                | 6   | 10  | 8   | 13  | 5   | 8   | 4   | 14  | 5   | 398    |
| 8    | Canada Tristan Walker Justin Snith                  | 7   | 7   | 6   | -   | 6   | -   | 9   | 4   | 4   | 351    |
| 9    | Italie Hans Peter Fischnaller Patrick Schwienbacher | 16  | 9   | 11  | 11  | 9   | 9   | 10  | 10  | 9   | 321    |
| 10   | États-Unis Matthew Mortensen Preston Griffall       | 10  | 11  | 13  | 12  | 16  | 17  | 11  | 6   | 17  | 289    |

### Relais
| Pos. | Equipe     | IGL | ALT | SIG | KON | LAK | SOC | Points |
| ---- | ---------- | --- | --- | --- | --- | --- | --- | ------ |
| 1    | Allemagne  | 1   | 1   | 1   | 1   | 1   | 1   | 600    |
| 2    | Italie     | 3   | 4   | 2   | 6   | 3   | 7   | 381    |
| 3    | États-Unis | 7   | 5   | 5   | 5   | 2   | 5   | 351    |
| 4    | Canada     | 2   | 7   | -   | 2   | 4   | 3   | 346    |
| 5    | Russie     | 5   | 3   | 3   | 7   | -   | 2   | 326    |
| 6    | Autriche   | 4   | 2   | -   | 3   | 6   | 6   | 315    |
| 7    | Lettonie   | 6   | 6   | 4   | 4   | -   | 4   | 280    |
| 8    | Roumanie   | 9   | 9   | -   | 8   | 5   | 11  | 209    |
| 9    | Pologne    | 10  | 10  | 6   | 9   | -   | 10  | 197    |
| 10   | Slovaquie  | -   | 8   | -   | -   | 7   | 8   | 130    |

## Calendrier et podiums
| 1. Igls (24 novembre 2012 - 25 novembre 2012) |         |                                                                  |                                                            |                                                                                |
| Date                                          | Épreuve | Vainqueur                                                        | Deuxième                                                   | Troisième                                                                      |
| 24 novembre                                   | Doubles | Tobias Wendl Tobias Arlt                                         | Toni Eggert Sascha Benecken                                | Peter Penz Georg Fischler                                                      |
| 24 novembre                                   | Femmes  | Anke Wischnewski                                                 | Natalie Geisenberger                                       | Alex Gough                                                                     |
| 25 novembre                                   | Hommes  | Felix Loch                                                       | David Möller                                               | Johannes Ludwig                                                                |
| 25 novembre                                   | Relais  | Allemagne Anke Wischnewski David Möller Tobias Wendl Tobias Arlt | Canada Alex Gough Samuel Edney Tristan Walker Justin Snith | Italie Sandra Gasparini Dominik Fischnaller Christian Oberstolz Patrick Gruber |

| 2. Königssee (1er décembre 2012 - 2 décembre 2012) |         |                          |                             |                                |
| Date                                               | Épreuve | Vainqueur                | Deuxième                    | Troisième                      |
| 1er décembre                                       | Doubles | Tobias Wendl Tobias Arlt | Toni Eggert Sascha Benecken | Andreas Linger Wolfgang Linger |
| 1er décembre                                       | Femmes  | Natalie Geisenberger     | Tatjana Hüfner              | Alex Gough                     |
| 2 décembre                                         | Hommes  | Andi Langenhan           | Felix Loch                  | David Möller                   |

| 3. Altenberg (8 décembre 2012 - 9 décembre 2012) |         |                                                                    |                                                                   |                                                                                 |
| Date                                             | Épreuve | Vainqueur                                                          | Deuxième                                                          | Troisième                                                                       |
| 8 décembre                                       | Doubles | Tobias Wendl Tobias Arlt                                           | Peter Penz Georg Fischler                                         | Toni Eggert Sascha Benecken                                                     |
| 8 décembre                                       | Femmes  | Natalie Geisenberger                                               | Anke Wischnewski                                                  | Corinna Martini                                                                 |
| 9 décembre                                       | Hommes  | Felix Loch                                                         | Andi Langenhan                                                    | Johannes Ludwig                                                                 |
| 9 décembre                                       | Relais  | Allemagne Natalie Geisenberger Felix Loch Tobias Wendl Tobias Arlt | Autriche Nina Reithmayer Wolfgang Kindl Peter Penz Georg Fischler | Russie Tatjana Ivanova Albert Demtschenko Vladislav Yuzhakov Vladimir Makhnutin |

| 4. Sigulda (15 décembre 2012 - 16 décembre 2012) |         |                                                                    |                                                                           |                                                                         |
| Date                                             | Épreuve | Vainqueur                                                          | Deuxième                                                                  | Troisième                                                               |
| 15 décembre                                      | Doubles | Tobias Wendl Tobias Arlt                                           | Peter Penz Georg Fischler                                                 | Christian Oberstolz Patrick Gruber                                      |
| 15 décembre                                      | Femmes  | Tatjana Ivanova                                                    | Natalie Geisenberger                                                      | Anke Wischnewski                                                        |
| 16 décembre                                      | Hommes  | Albert Demtschenko                                                 | Armin Zöggeler                                                            | Felix Loch                                                              |
| 16 décembre                                      | Relais  | Allemagne Natalie Geisenberger Felix Loch Tobias Wendl Tobias Arlt | Italie Sandra Gasparini Armin Zöggeler Christian Oberstolz Patrick Gruber | Russie Tatiana Ivanova Albert Demtschenko Pavel Kuzmich Boris Kuryshkin |

| 5. Königssee (5 janvier 2013 - 6 janvier 2013) |         |                                                                      |                                                            |                                                                   |
| Date                                           | Épreuve | Vainqueur                                                            | Deuxième                                                   | Troisième                                                         |
| 5 janvier                                      | Doubles | Tobias Wendl Tobias Arlt                                             | Toni Eggert Sascha Benecken                                | Peter Penz Georg Fischler                                         |
| 5 janvier                                      | Femmes  | Natalie Geisenberger                                                 | Carina Schwab                                              | Aileen Frisch                                                     |
| 6 janvier                                      | Hommes  | David Möller                                                         | Albert Demtschenko                                         | Dominik Fischnaller                                               |
| 6 janvier                                      | Relais  | Allemagne Natalie Geisenberger David Möller Tobias Wendl Tobias Arlt | Canada Alex Gough Samuel Edney Tristan Walker Justin Snith | Autriche Nina Reithmayer Daniel Pfister Peter Penz Georg Fischler |

| 6. Oberhof (12 janvier 2013 - 13 janvier 2013) |         |                             |                          |                           |
| Date                                           | Épreuve | Vainqueur                   | Deuxième                 | Troisième                 |
| 12 janvier                                     | Doubles | Toni Eggert Sascha Benecken | Tobias Wendl Tobias Arlt | Peter Penz Georg Fischler |
| 12 janvier                                     | Femmes  | Natalie Geisenberger        | Tatjana Hüfner           | Anke Wischnewski          |
| 13 janvier                                     | Hommes  | Felix Loch                  | Andi Langenhan           | Johannes Ludwig           |

| 7. Winterberg (19 janvier 2013 - 20 janvier 2013) |         |                                |                             |                                    |
| Date                                              | Épreuve | Vainqueur                      | Deuxième                    | Troisième                          |
| 20 janvier                                        | Doubles | Andreas Linger Wolfgang Linger | Toni Eggert Sascha Benecken | Christian Oberstolz Patrick Gruber |
| 20 janvier                                        | Femmes  | Natalie Geisenberger           | Anke Wischnewski            | Tatjana Hüfner                     |
| 19 janvier                                        | Hommes  | David Möller                   | Felix Loch                  | Armin Zöggeler                     |

| 8. Lake Placid (8 février 2013 - 9 février 2013) |         |                                                                    |                                                                          |                                                                           |
| Date                                             | Épreuve | Vainqueur                                                          | Deuxième                                                                 | Troisième                                                                 |
| 8 février                                        | Doubles | Tobias Wendl Tobias Arlt                                           | Toni Eggert Sascha Benecken                                              | Christian Oberstolz Patrick Gruber                                        |
| 8 février                                        | Femmes  | Natalie Geisenberger                                               | Julia Clukey                                                             | Alex Gough                                                                |
| 9 février                                        | Hommes  | Armin Zöggeler                                                     | Dominik Fischnaller                                                      | David Mair                                                                |
| 9 février                                        | Relais  | Allemagne Natalie Geisenberger Ralf Palik Tobias Wendl Tobias Arlt | États-Unis Julia Clukey Chris Mazdzer Matthew Mortensen Preston Griffall | Italie Sandra Gasparini Armin Zöggeler Christian Oberstolz Patrick Gruber |

| 9. Sochi (23 février 2013 - 24 février 2013) |         |                                                                  |                                                                                 |                                                            |
| Date                                         | Épreuve | Vainqueur                                                        | Deuxième                                                                        | Troisième                                                  |
| 23 février                                   | Doubles | Tobias Wendl Tobias Arlt                                         | Peter Penz Georg Fischler                                                       | Andris Sics Juris Sics                                     |
| 23 février                                   | Femmes  | Tatjana Hüfner                                                   | Natalie Geisenberger                                                            | Anke Wischnewski                                           |
| 24 février                                   | Hommes  | Andi Langenhan                                                   | Albert Demtschenko                                                              | David Möller                                               |
| 24 février                                   | Relais  | Allemagne Tatjana Hüfner Andi Langenhan Tobias Wendl Tobias Arlt | Russie Tatiana Ivanova Albert Demtschenko Vladislav Yuzhakov Vladimir Makhnutin | Canada Alex Gough Samuel Edney Tristan Walker Justin Snith |